# Angelina de Grecia
Angelina de Grecia (circa 1380-Segovia, circa 1440) fue una dama de origen balcánico establecida posteriormente en Segovia.

## Origen
La historiografía tradicional consideraba, a partir de la inscripción de su sepulcro, que Angelina era hija de un conde Juan y nieta ilegítima de un rey de Hungría, probablemente Andrés I de Nápoles, rey titular de Hungría. Posteriormente, se especuló con ser descendiente ilegítima de Luis I de Hungría por vía de un hijo ilegítimo, que sería el conde Juan.
En la actualidad se ha propuesto que fuese hija del griego de origen serbio, Juan Uroš, conde de Tesalia y emperador titular de los serbios y griegos. Esta filiación sería la que verosimilmente justificaría el ser conocida en España, bajo el apellido de Grecia. En el caso del nombre de Angelina, por el cual fue conocida en España, se ha apuntado una filiación bizantina.

## Biografía
A juzgar por las fechas de su matrimonio se considera nacida en alrededor de 1380. Contaba al menos con una hermana, María.
Sobre la entrada de ambas hermanas al harén otomano se ha especulado si fue realizado por Murat I tras la toma de Tesalónica en 1387 o exigida como tributo por su hijo Bayaceto I tras derrotar a Tesalónica en 1391. Después serían capturadas por Tamerlán en 1402, tras la derrota otomana en batalla de Angóra. Alrededor de 1402 llegó a la corte de Tamerlán la primera embajada enviada por Enrique III de Castilla y formada por Payo González de Sotomayor y Hernán Sánchez de Palazuelos.  En el momento del regreso de los embajadores, Tamerlán envió al rey castellano a Angelina y su hermana María, junto a otra mujer cristiana más, Catalina e incluso una cuarta además de valiosas joyas.
La comitiva de la embajada llegó a Sevilla en 1403. En esta ciudad, el poeta Francisco Imperial compuso un poema dedicado a Angelina. Posteriormente, tras pasar por Jódar, posesión de Luis de Sotomayor, hermano del embajador, llegaron al Alcázar de Segovia, donde se encontraba Enrique III y su corte. El rey las tomó bajo su protección, concertando el matrimonio de Angelina con el caballero segoviano Diego González de Contreras.  Su hermana María contrajo matrimonio con el embajador Payo González de Sotomayor, tras haber sido exiliado este a sus posesiones de Galicia y pasando después a Francia, por considerar el rey que estos amoríos no eran adecuados para quien tenía confiada la guarda de las damas durante el viaje de regreso. El matrimonio formado por Angelina y Diego se trasladó a vivir a Segovia, en concreto en una casa conservada hoy, enclavada en el barrio de San Juan de los Caballeros.
Fue enterrada inicialmente en la capilla mayor del convento de la Santa Cruz de Segovia. Posteriormente, cuando el convento de Santa Cruz pasó a patronazgo de los Reyes Católicos, se trasladaron sus restos a la iglesia de San Juan de los Caballeros de la misma ciudad.
Entre sus descendientes se cuenta su biógrafo, Juan de Contreras, marqués de Lozoya, académico e historiador.

## Matrimonio y descendencia
De su matrimonio con Diego González de Contreras nacieron distintos hijos, entre los que se encuentra:
- Isabel González de Contreras casada con Ruy Vázquez de Tordesillas.[12]

Tradicionalmente se especuló con que fueron hijos del matrimonio:
- Fernán González de Contreras.

- Juan González de Contreras, teólogo conocido como Juan de Segovia, nombrado cardenal del título de Santa María in Trastevere por el Antipapa Félix V.[12][11]